# Caracazo
Le Caracazo ou sacudón est l’ensemble de manifestations et d’émeutes survenues le 27 février 1989 à Caracas, la capitale du Venezuela, et dans les villes alentour. Ces émeutes, les pires de l’histoire du Venezuela, causèrent la mort, selon les estimations, de 300 à 3 000 personnes, en majorité du fait des forces de l’ordre.
Le mot caracazo est formé du nom de la ville plus le suffixe -azo, qui indique la magnitude, la force. On pourrait le traduire par « le grand coup de Caracas ». Sacudón vient de sacudir, secouer, et sert à désigner les journées qui ont secoué le pays.
En espagnol, les mots se prononcent respectivement /kaɾa'kaso/ (espagnol d’Amérique) ou /kaɾa'kaθo/ (espagnol d’Europe) et IPA: /saku'ðon/.

## Contexte
Pour mettre fin à la crise économique dans laquelle le Venezuela était plongé depuis le début des années 1980, le président Carlos Andrés Pérez propose au début de son deuxième mandat (1989-1993) l’adoption de réformes aboutissant à une libéralisation du marché, suivant ainsi les recommandations du FMI. En outre, il propose la fin d'un tarif réglementé pour les biens de première consommation, l'augmentation des prix du téléphone, de l'eau, de l'électricité et du gaz, l'augmentation des prix des biens issus du pétrole, l'augmentation des prix des transports de 30 %, la réduction du déficit budgétaire à moins de 4 % du PIB. Bien que certains soient ravis de ces réformes, la plus grande partie de l’électorat populaire se sent trahie, car Pérez avait été élu sur la base d’un programme de gouvernement social-démocrate. Pérez était le candidat du parti AD (Action démocratique), de tendance social-démocrate. Les réformes de Pérez incluaient la privatisation des sociétés appartenant à l’État, une réforme fiscale, la réduction des tarifs douaniers, et la réduction de l’intervention de l’État dans l’économie (subvention et protection des entreprises privées). Celle de ces réformes draconiennes qui mit le feu aux poudres est l’augmentation du prix des transports en commun de 30 %, devant être suivie d'une augmentation de 100 % trois mois plus tard. Les étudiants ne pouvant plus payer leur transport manifestent et se révoltent : le Caracazo débute.

## Manifestations et émeutes
Les manifestations commencent à Guarenas (dans l’État de Miranda), à trente kilomètres à l’est de Caracas, le matin du 27 février 1989. Elles gagnent rapidement la capitale et d’autres villes du pays. L’après-midi, des troubles éclatent dans tous les quartiers de Caracas, les commerces ferment et les transports en commun s'arrêtent.
Les jours suivants, les médias montrent les images des pillages et des dégâts causés. Pendant des mois, on discuta pour éclaircir les raisons de révoltes si violentes au Venezuela.
Dépassé par les pillages, le gouvernement déclare l’état d’urgence, place la ville sous la loi martiale, et l’armée écrase la révolte avec une violence inouïe. Quelques personnes utilisent des armes à feu pour se défendre, pour attaquer d’autres civils ou les forces de l’ordre. La répression est particulièrement féroce dans les cerros, les banlieues pauvres de la capitale.
L’Assemblée nationale suspend les droits constitutionnels, et pendant plusieurs jours, la ville est plongée dans le chaos, avec restrictions alimentaires, militarisation, et la persécution et le meurtre de civils innocents.
Le bilan officiel initial avança le chiffre de 279 morts ; mais par la suite, on découvrit des charniers où le gouvernement avait fait enterrer des civils, non comptabilisés dans le premier bilan. Des bilans non officiels vont jusqu'à 3 500 morts.

## Conséquences
Outre le bilan en vies humaines immédiat, la conséquence la plus manifeste est l’instabilité politique qui a suivi. Le programme de réformes libérales est tout d’abord modifié. Deux tentatives de coups d’État eurent lieu en février et en novembre 1992. Carlos Andrés Pérez est accusé de corruption, et quitte la présidence. Hugo Chávez, l’instigateur d’un des coups d’État, est condamné pour sédition et emprisonné, mais amnistié par le successeur de Pérez, Rafael Caldera, et est élu président par la suite.
Dans son jugement du 29 août 2002, la Cour interaméricaine des droits de l'homme qualifie les faits du Caracazo d'atteintes aux droits de l'homme et condamne l'État du Venezuela, qui, du fait du jugement, indemnisera partiellement les victimes.

## Œuvres
En 2005, le film El Caracazo (en) sort sur les écrans, et retrace les événements survenus en février 1989.